# توبي بيلي (لاعب كريكت)
توبي بيلي (28 أغسطس 1976 في المملكة المتحدة - ) (بالإنجليزية: Toby Bailey)‏ هو لاعب كريكت بريطاني. لعب مع نادي مقاطعة نورثامبتونشير للكريكت ‏.

## وصلات خارجية
- توبي بيلي على موقع إي آس بي آن كريك إنفو (الإنجليزية)